# 季崇威
季崇威（1922年—2001年9月2日）江苏江阴人，中华人民共和国经济学家。

## 生平
季崇威是中国共产党党员。1936年在上海《大公报》编辑部任职。1937年侵华日军攻占上海后，留原地从事秘密抗日工作。抗日战争胜利后，回到上海任《大公报》记者，同时任中共地下党组织主办的《经济周报》编辑委员。1948年秋，国民党政府币制改革发行金圆券时，季崇威在《大公报》揭露行政院院长王云五的机要秘书赴上海抛售股票投机牟利，要求彻查，沉重打击了国民党政府的信誉。1949年中华人民共和国成立前夕，季崇威通过时任行政院资源委员会财务处长的堂叔季树农，策动该会委员长孙越崎、副委员长吴兆洪秘密起义，抵制了国民党政府撤赴台湾的命令，保护了该委下属工矿企业财产的安全。
中华人民共和国成立后，1949年任中央人民政府轻工业部（1954年改为中华人民共和国轻工业部）计划司副司长，1956年起任中华人民共和国国家经济委员会综合局、企业管理局副局长。1960年代，在刘少奇的倡导及薄一波、吴亮平领导下，季崇威参与组织研究托拉斯，并执笔《关于试办工业、交通托拉斯的意见的报告》，还参加试办12个行业性托拉斯。文革期间到五七干校劳动，1976年回北京。1977年6月扭亏增盈领导小组成立后，经谷牧推荐担任该领导小组办公室副主任。1981年11月6日，季崇威在《人民日报》发表《利用外资的几个认识问题》，回答了利用外资“是否违背自力更生方针”，“有没有危险”，“是否有损于国内机械工业”的问题。
1979年10月4日，中国国际信托投资公司（简称中信公司）成立，作为对外开放窗口。季崇威负责联系中信公司。在季崇威支持下，中信公司迅速成立咨询公司、融资租赁公司，并在海外发债。其中，1981年中国国际咨询公司成立，荣毅仁任董事长，季崇威任副董事长，经叔平任总经理，时任国家计委副主任的甘子玉称：“凡引进外资的项目必经中信咨询公司提出可行性报告。”
季崇威推荐了季树农、虞家殊等财会专家，并请法学家李文杰、沈达明培训法律人员。季崇威提议并组织编写了《中国投资指南》，任编委会主任。该书与英国朗文公司合作出版，在1980年代连出5版。同期由初保泰编写的《中国投资问答》也出版了多语种版本。这两本书是当时中国投资领域最流行的著作。
1979年6月，中华人民共和国国务院成立中华人民共和国进出口管理委员会和中华人民共和国外国投资管理委员会（以下简称两委），一个机构两块牌子，打破了旧的行政格局，为对外开放“特事特办”建立了通道。两委主任为谷牧，谷牧请汪道涵、江泽民等人担任副主任，请荣毅仁担任顾问。1980年夏，谷牧请季崇威调入两委任专职委员，分管利用外资。
季崇威积极推动对外开放、利用外资。1982年，季崇威提出中国应发展开放型经济。1984年，季崇威全面阐述了对外开放政策的理论根据。1986年，季崇威首先提出了全方位对外开放的政策建议。1986年至1987年，针对“利用外资将摧残扼杀民族工业，应加以限制”的声浪，季崇威十多次接受记者采访及参加研讨会，坚持认为利用外资可以发展民族经济，并阐述了认识跨国公司及对待跨国公司的政策，后被吸收为中央政策。
1980年10月，在香港举行的中国经济发展新趋势研讨会上，季崇威作《中国利用外资和有关的经济法律问题》演讲。1981年3月，在杭州世界经济国际研讨会上，季崇威作《中国吸收外资情况和政策》演讲。1982年5月，在香港经济导报社、中国国际信托投资公司香港分公司联合主办的中国投资促进会议介绍会上，季崇威作为中国投资促进会筹备处负责人介绍了合资项目。
1986年，中华人民共和国首次申请加入关贸总协定，要求恢复缔约方地位。季崇威和“复关”代表团团长沈觉人等专程赴上海，推动汪尧田成立关贸总协定研究中心。不久，中国第一家关税与贸易总协定研究机构——关税与贸易总协定上海研究中心（后更名WTO上海研究中心）成立。
1982年，国务院机构改革，撤销两委，季崇威应薛暮桥邀请到国务院经济研究中心任常务干事，分管对外经济组。此后十多年，季崇威发表100余篇报告、论文，不少建议变成了国家政策。后来，国务院经济研究中心改为国务院经济技术社会发展研究中心，季崇威继续任常务干事。他还兼任中国食品工业协会副会长，中国国际金融学会副会长，中国外商投资企业协会副会长，中国国际贸易促进委员会委员，台湾研究会副会长，港澳研究会顾问。晚年季崇威患肝癌。
2001年9月2日，季崇威病逝，享年79岁。

## 著作
- 《中国利用外资的历程》

## 延伸阅读
- 《把一生献给亲爱的祖国——缅怀季崇威同志》